# Nankouqian (köpinghuvudort i Kina, Liaoning Sheng, lat 41,99, long 124,60)
Nankouqian är en köpinghuvudort i Kina. Den ligger i provinsen Liaoning, i den nordöstra delen av landet, omkring 100 kilometer öster om provinshuvudstaden Shenyang. Antalet invånare är 19 578. Befolkningen består av 9 394 kvinnor och 10 184 män. Barn under 15 år utgör 13,0 %, vuxna 15-64 år 76 %, och äldre över 65 år 10,0 %.
Runt Nankouqian är det ganska tätbefolkat, med 60 invånare per kvadratkilometer. Närmaste större samhälle är Hongtoushan, 7,9 km väster om Nankouqian. Omgivningarna runt Nankouqian är en mosaik av jordbruksmark och naturlig växtlighet.
Genomsnittlig årsnederbörd är 1 169 millimeter. Den regnigaste månaden är juli, med i genomsnitt 279 mm nederbörd, och den torraste är januari, med 10 mm nederbörd.